# Myrlämlar
Myrlämlar (Synaptomys) är ett släkte i underfamiljen sorkar (Arvicolinae).

## Systematik
Släktet bildas av två arter:
- Synaptomys cooperi
- Nordlig myrlämmel (Synaptomys borealis)

Myrlämlar räknas ofta till tribus Lemmini - lämlar, men denna taxonomiska indelning godkänns inte av alla zoologer.

## Utseende
Kroppslängden ligger mellan 8 och 13 centimeter och därtill kommer en upp till 3 centimeter lång svans. Vikten varierar mellan 20 och 50 gram. Pälsens färg på ovansidan kan vara grå eller brun med några svarta, gula eller ljusare ställen. Buken har en ljusgrå till vitaktig färg och även svansen är uppdelat i en mörk ovansida och en ljus undersida. Framtänderna är orange och de övre har en djupare ränna. Beroende på art har honor tre eller fyra par spenar.

## Utbredning och ekologi
Myrlämlar förekommer i nordöstra USA och i östra Kanada. De lever på ängar, samt i myr- och träskområden. Individerna kan vara aktiva på dagen och på natten och de håller ingen vinterdvala. De gräver underjordiska gångar eller vandrar på marken. Boet av torra växtdelar placeras i håligheter eller andra gömställen. Födan utgörs främst av gröna växtdelar och ibland äter myrlämlar sniglar eller andra ryggradslösa djur. Området kring boet markeras med körtelvätska och försvaras mot artfränder av samma kön. Honor parar sig två till tre gånger per år och föder vanligen en till fyra ungar per kull men ibland har en kull åtta ungar. Dräktigheten varar cirka 23 dagar och ungarna föds blinda. Ungarna öppnar ögonen under andra levnadsveckan och de får 16 till 21 dagar di. Den äldsta kända individen i fångenskap levde ungefär 2,5 år.